# Arthur MacManus

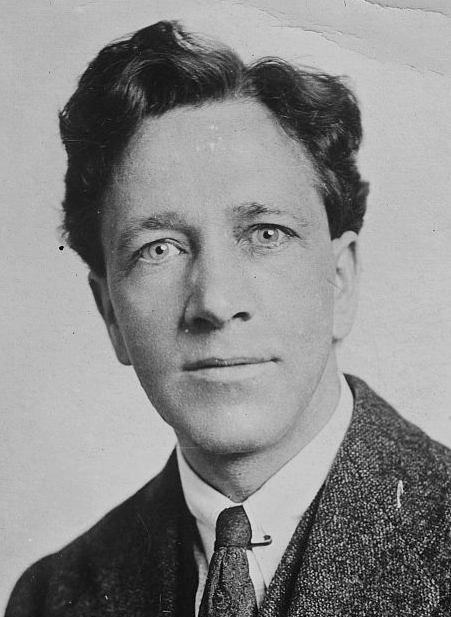
Arthur MacManus

Arthur MacManus (* 1889 in Belfast; † 27. Februar 1927 in London) war ein schottischer Gewerkschaftsfunktionär und Kommunist.

## Herkunft
MacManus war der Sohn einer Arbeiterfamilie, die alsbald nach seiner Geburt von Belfast nach Glasgow umzog. Schon als Kind musste er zum Einkommen der Familie beitragen, indem er als Handlanger eines Kesselschmiedes auf einer Werft arbeitete. Nach dem Ende seiner Schulzeit absolvierte er eine Lehre als Mechaniker.

## Gewerkschaftliche Aktivitäten
Nach dem Ende seiner Ausbildung arbeitete er in einer Fabrik der Firma Singer in Clydebank, wo er erste gewerkschaftliche Kampferfahrungen sammelte. 1911 wurde er nach einem großen, jedoch erfolglosen Streik, bei dem etwa 10.000 Arbeiter in den Ausstand traten, entlassen, da er zu den Rädelsführern des Streiks gerechnet wurde. Später wurde er Mitglied des Clyde Workers’ Committee, einer Arbeiterbewegung der Industriearbeiter des Großraums Glasgow, die sich gegen den Munitions of War Act 1915 wandte, ein Gesetz, das eine strikte Kontrolle der Arbeiter vorschrieb.

## Politische Aktivitäten
Vor Gründung der Gründung der Kommunistischen Partei Großbritanniens (CPGB) war MacManus Mitglied der Socialist Labour Party. An der 1920 vollzogenen Gründung der Kommunistischen Partei war MacManus maßgeblich beteiligt. In den Jahren 1920–1927 war er Vorsitzender der CPGB. 1921, auf dem III. Kongress der Komintern, wurde MacManus in deren Exekutivkomitee und Präsidium gewählt.

## Haltungen zu Einzelthemen
MacManus war nachweislich beeindruckt von den schnell einsetzenden und tiefgreifenden Folgen der Oktoberrevolution in Russland 1917. Sein Wunsch, im Falle seines Todes an der Kremlmauer beerdigt zu werden, unterstreicht dies nur.

## Verfolgung

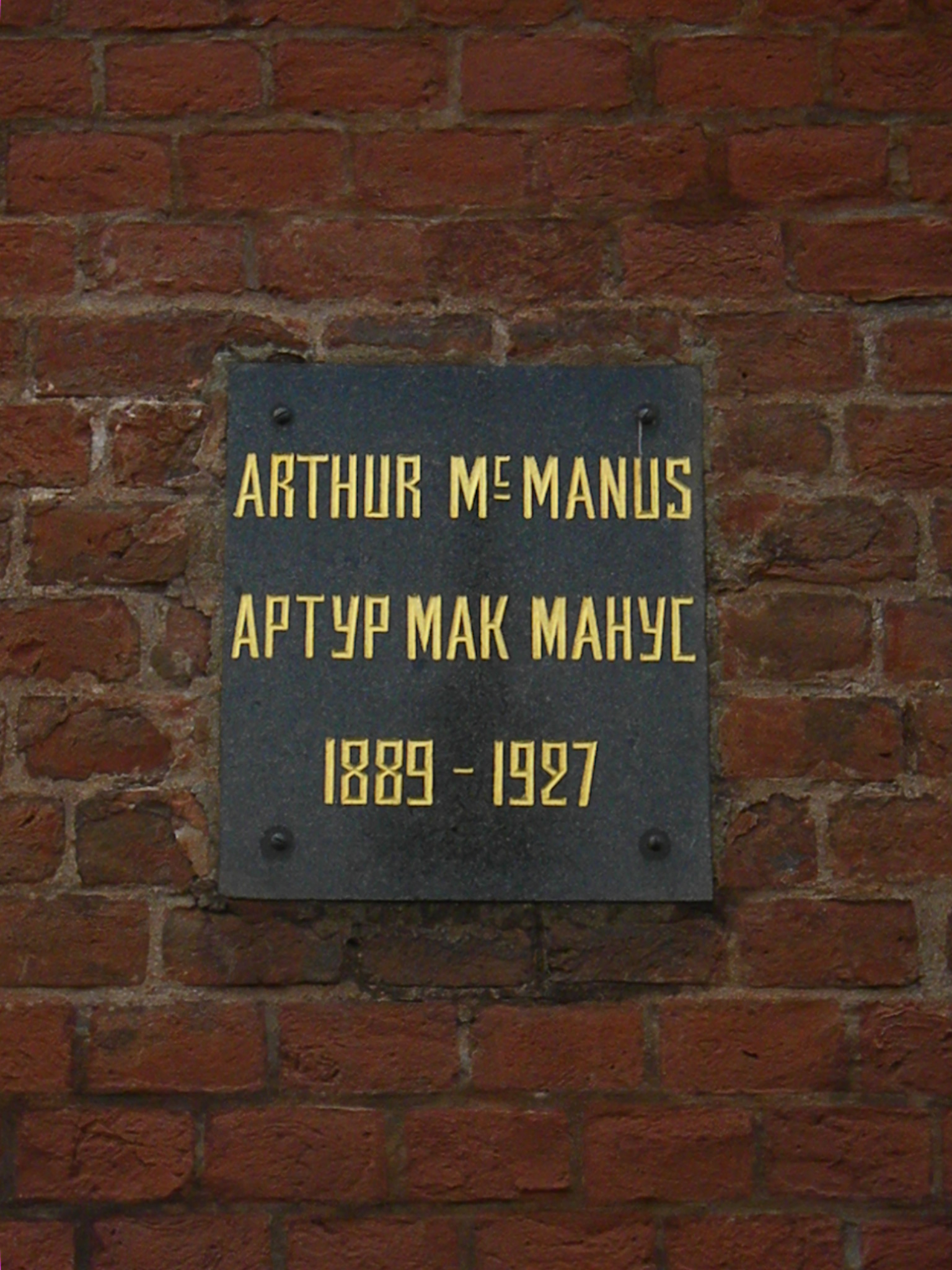
Urnengrab von Arthur MacManus an der Kremlmauer in Moskau

Neben der Inhaftierung und Entlassung seiner gewerkschaftlichen Aktivitäten wegen wurde MacManus auch aufgrund seiner Antikriegshaltung verfolgt. 1915 war er einer der Redner einer gegen die Beteiligung Großbritanniens am Ersten Weltkrieg gerichteten Veranstaltung in Glasgow, bei der nach ihrer Beendigung alle Redner, so auch MacManus, verhaftet wurden.

## Ruhestätte
Seinem Wunsch entsprechend wurde MacManus nach seinem Tod in London an der Kremlmauer in Moskau beigesetzt.